# Strophanthus perakensis
Strophanthus perakensis är en oleanderväxtart som beskrevs av Benedetto Scortechini, George King och Gamble. Strophanthus perakensis ingår i släktet Strophanthus och familjen oleanderväxter. Inga underarter finns listade i Catalogue of Life.